# Accident de Chappaquiddick

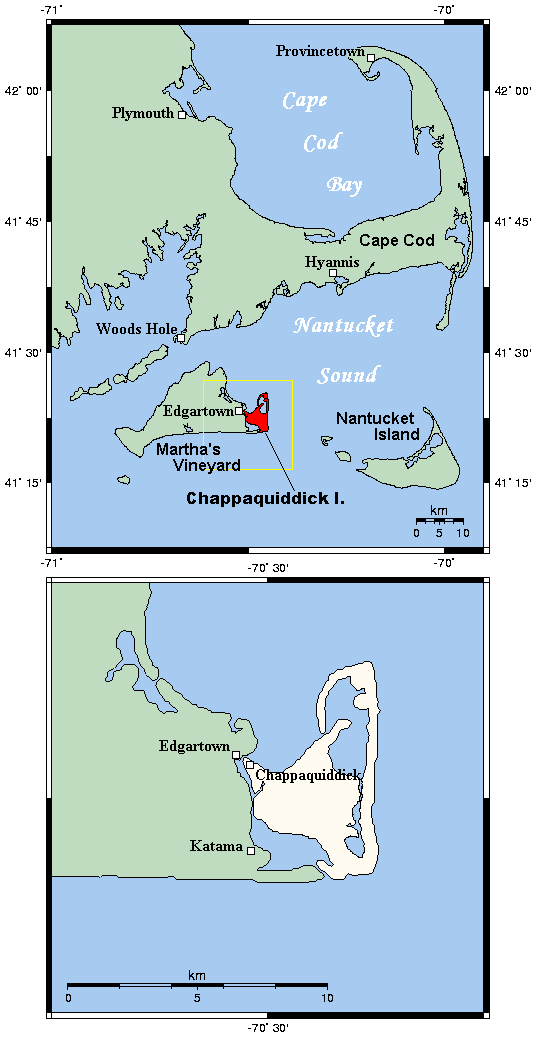
Les lieux de l'accident.

L'accident de Chappaquiddick est un fait divers qui eut lieu le 18 juillet 1969 à Chappaquiddick, aux États-Unis. Au retour d'une soirée, la spécialiste de campagne politique Mary Jo Kopechne, âgée de 28 ans, trouva la mort dans une voiture conduite par le sénateur démocrate Ted Kennedy. Les circonstances de l'accident firent scandale et il eut d'importantes conséquences sur l'image et la carrière politique de Ted Kennedy.

## Mary Jo Kopechne
Née le 26 juillet 1940, Mary Jo Kopechne avait obtenu son diplôme en Business administration du Caldwell College for women (en) en 1962. D’abord institutrice, puis recommandée à Robert F. Kennedy par le sénateur George Smathers « parce qu’elle adorait les Kennedy », elle se consacra entièrement à la politique, et devint rapidement organisatrice de la campagne pour les Démocrates après l'assassinat de Robert F. Kennedy. Elle n’avait jamais travaillé pour Ted Kennedy.

## L'accident

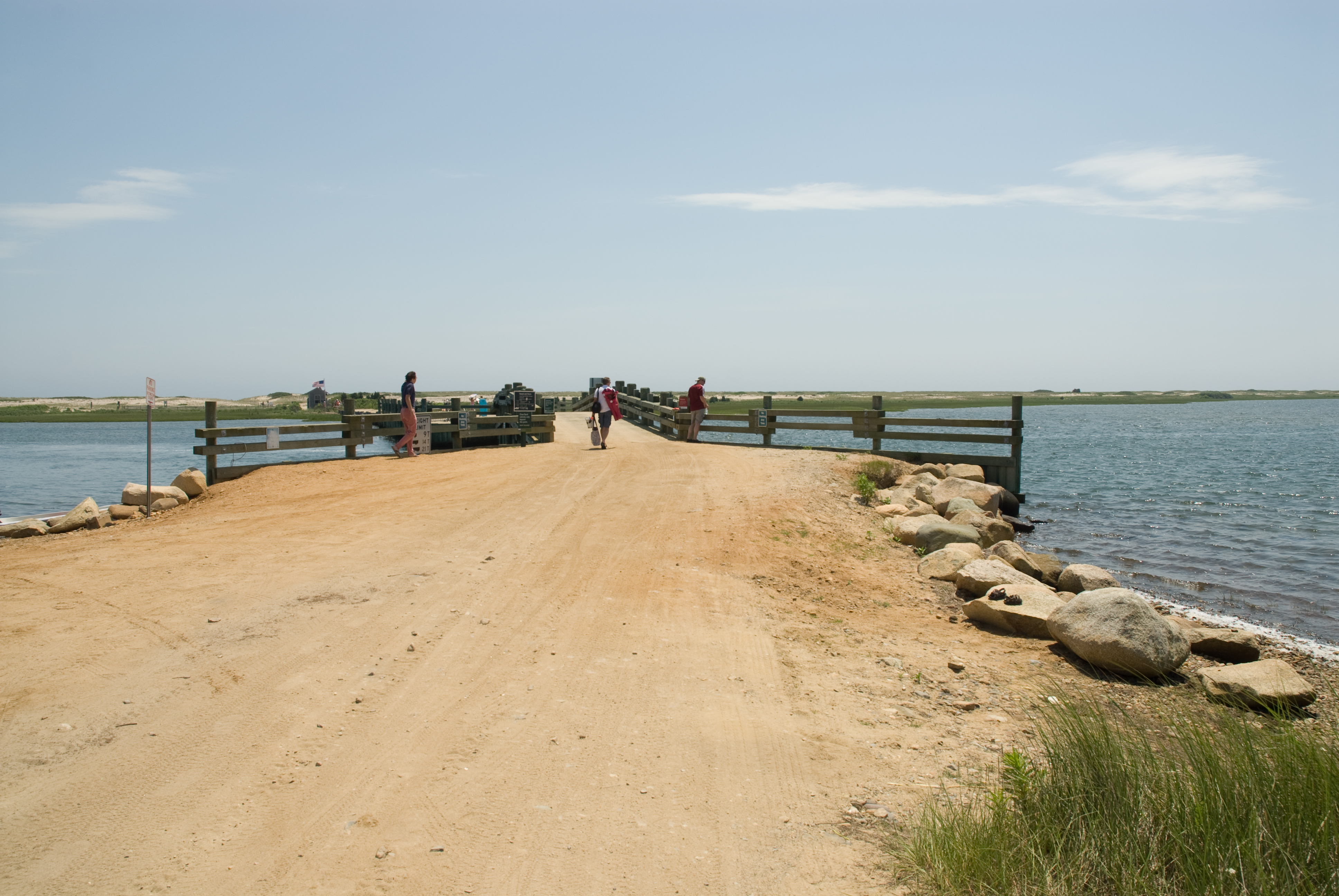
Le Dike Bridge (le garde-corps n'existait pas en 1969).

Le 18 juillet 1969, entre 23 heures et 1 heure à la suite d'une soirée donnée au Lawrence Cottage sur l'île de Chappaquiddick, Ted Kennedy, qui raccompagnait sa passagère, effectua une sortie de route à bord de son Oldsmobile Delta 88 à la hauteur du Dike Bridge, un pont de bois sans garde-fou. Le véhicule, qui circulait sur un chemin de terre et non pas en direction de la jetée du ferry, plongea dans un bras d'eau, se retourna et coula.
Kennedy put sortir du véhicule et tenta sans succès de sauver la jeune femme, qui n'avait pas informé les participants de son départ et avait laissé son sac à main et les clés de sa chambre d'hôtel au Lawrence Cottage. Il n'appela pas à l'aide depuis l'une des habitations proches mais retourna au Lawrence Cottage, puis revint sur les lieux de l'accident avec deux personnes. Ils ne purent rien faire. Kennedy leur demanda alors de ne pas informer les cinq autres femmes de ce qu’il s'était passé, afin de ne pas les inquiéter et éviter qu'elles se ruent dans l'eau et risquent leur vie. Ted Kennedy, qui semblait sérieusement ébranlé, rentra alors à son hôtel mais n'avertit pas les autorités. Il se plaignit d'avoir été gêné par du tapage vers 2 heures 55. Le lendemain vers 7 heures 30, il discuta l'air de rien avec un client avant d'avoir vers 8 heures un échange tumultueux avec les deux personnes qui l'avaient assisté la veille, scandalisées qu'il n'ait toujours pas appelé la police. Les trois hommes retournèrent en ferry à Chappaquiddick, où Kennedy passa de nombreux coups de fil à des proches, mais n'appela toujours pas les autorités.

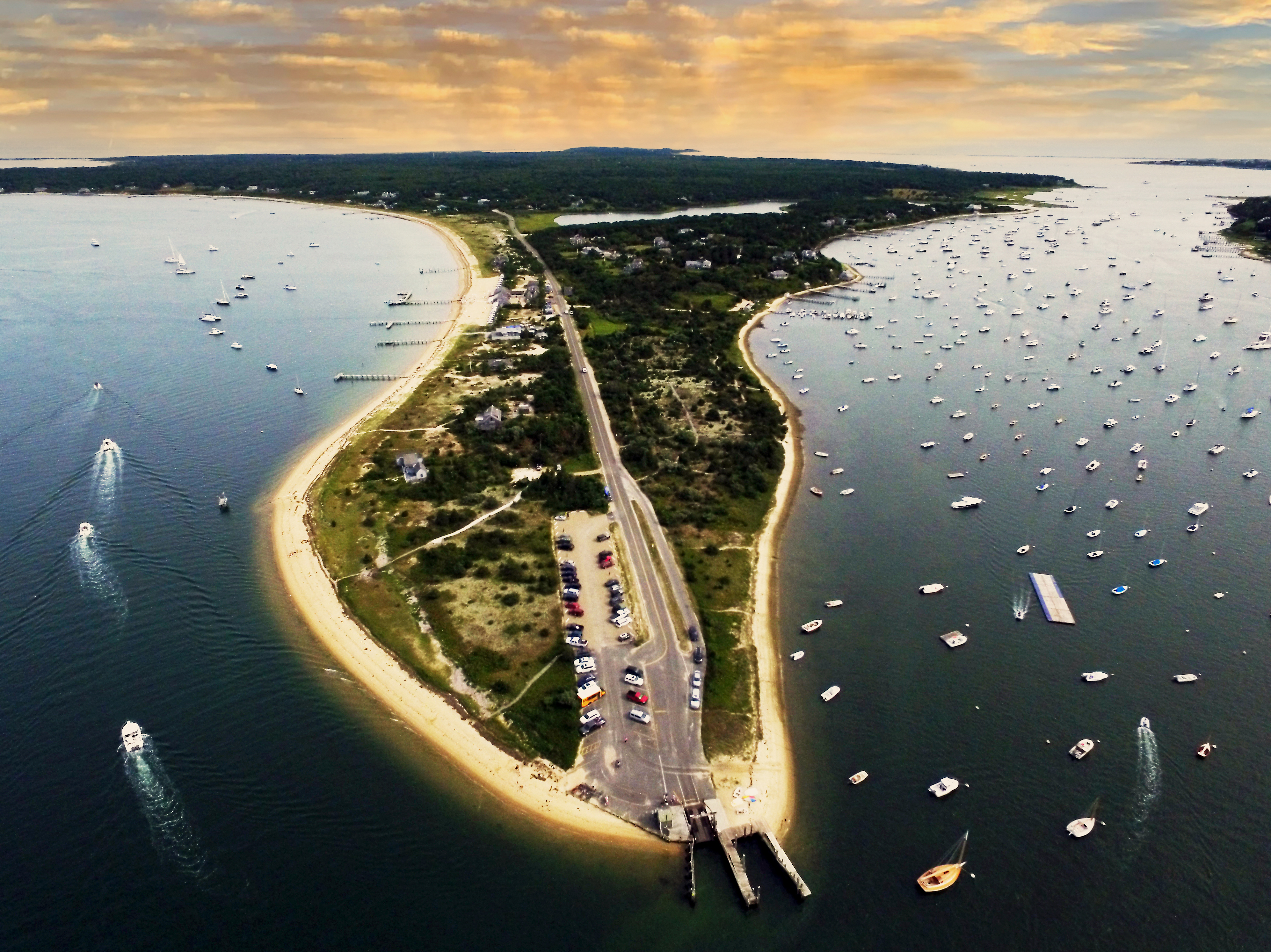
Île de Chappaquiddick, Don Ramey Logan.

Entretemps, deux pêcheurs avaient découvert le véhicule au matin et averti les habitants voisins et la police vers 8h20. On appela un plongeur professionnel, qui, arrivé à 8 heures 45, parvint à extraire le corps de Mary Jo Kopechne en 10 minutes. Ce n'est que vers 10 heures, après que le propriétaire de la voiture fut identifié, que Ted Kennedy, apprenant que le corps avait été trouvé, se rendit à la police avec une déclaration.
Le FBI fit un rapport de 77 pages sur l'accident, en grande partie composée de coupures de presse. Une note interne informait toutefois le directeur du FBI Edgar Hoover qu'un policier d'Edgartown avait assuré l'agent du FBI que Kennedy était le conducteur, affirmant par ailleurs que « le fait cité ne sera révélé à personne ».

## Le scandale
L'affaire est éclipsée un temps par le déroulement simultanée d'Apollo 11,. L'accident prit l'ampleur d'un scandale national. On reprocha à Kennedy de n'avoir pas su venir à l'aide de Mary Jo Kopechne et de n'avoir pas contacté d'abord la police, mais son avocat, et d'avoir attendu le lendemain matin pour déclarer l'accident. De nombreuses allégations circulèrent, notamment selon lesquelles Ted Kennedy aurait été ivre au volant, aurait tenté d'abuser de la jeune fille et n'aurait pas essayé de la sauver. Kennedy plaida coupable d'avoir quitté les lieux de l'accident. Il fut condamné à une peine de deux mois de prison avec sursis.
Un ensemble d'éléments alimenta ce scandale : Ted Kennedy avait réussi à sortir indemne de son véhicule immergé sans sauver sa passagère et surtout avait omis d'appeler les secours, au point que l’accident ne fut découvert que le lendemain, ainsi que la légèreté de la sentence. Selon certaines sources, dont le plongeur qui estima qu'elle ne s'était pas noyée mais avait mis plusieurs heures à mourir, si Kennedy avait signalé l'accident à temps, la victime aurait pu survivre grâce à une poche d'air à l'intérieur du véhicule immergé,. Il nia toute sa vie avoir été sous l'emprise de l'alcool lors des faits.
L'affaire a probablement influencé la décision de Ted Kennedy de ne pas se présenter aux élections présidentielles des États-Unis en 1972 et 1976.